# 绑匪 (2010年电影)
《绑匪》（英文：Kidnapper）是部由唐永健執导的2010年马来西亚和新加坡的合拍电影。由新加坡东方天蝎影视與馬來西亞RAM Entertainment與環宇娛樂PMP共同出品。
本片為唐永健首部驚悚片作品。唐永健認為比起拍攝動作片，在新加坡拍攝驚悚片更為現實，並表示：「這裡（新加坡）的人不會拿著機關槍到處亂跑」。

## 劇情
林盛發（李铭顺飾）是一位苦苦掙扎的40歲德士司機，多年前與妻子黃雅珍離婚，獨自扶養兒子林偉祥（陈杰乐飾）。一天，偉祥和身為富豪兒子的同學耀龍放學後到商場打電動時，被綁匪（林德荣飾）當作耀龍綁走，並要求盛發在36小時內交出一百萬來換回兒子。在意識到兒子被綁架後，盛發在緊迫的時間內不惜一切籌得贖金，穿越新加坡以滿足綁匪要求。